# Diva Grabovčeva
Diva Grabovčeva (Varvara, Rama oko 1660. – Kedžara, planina Vran, BiH, oko 1680.) bila je hrvatska mučenica i djevica iz Varvare.
Krajem 19. stoljeća je djelovanjem franjevaca Jeronima Vladića, a potom Ćire Truhelke i drugih pristupljeno mjestu predaje o Divi Grabovčevoj u kulturi Rami, ustanovivši u toj pučkoj predaji elemente snažnog emotivnog i moralnog naboja. Inače se u Rami stoljećima gajilo sjeđanje na još nekoliko ženskih mučenica, koje su smrću platile opiranje turskim silnicima koje je privukla njihova ljepota, postoje u tom kraju još i Vitin grob između Šćita i Podbora (sada pod vodom), Lucijin grob na Draševu, te Marina Pećina na Gračacu. Divin grob privlači hodočasnike do danas. Prve subote u srpnju se na Vran Planini obiljećava Divin dan u organizaciji mjesne katoličkek župe sv. Ilije Proroka iz Doljana.
Prije mise na Divin dan, na Divinom grobu na Kedžaru izgovara  djevojka iz Rame poruku "Govori vam vaša Diva", koji je na temelju pučkog pripovijedanja sastavio fra Mijo Džolan. Tu Diva opisuje o svojem kraju i rodu, koji je pod vlašću one iste hrvatske gospode Kopčića koji su sada postali Turci, i od kojih joj mladi Tahir-beg sada ponavlja svoju neželjenu prosidbu:
"...Roditelji Luka i Luca izmolili su me kod Boga kao dar. Ja sam i odrasla kao dar.
Kad sam prvi puta mogla razumjeti što nam je fratar pripovijedao na zidinama spaljene Gospine crkve u Rami o ljubavi Isukrstovoj, njemu čast i dika, u moju dušu se nastanilo nešto što me pratilo kamo god bih išla: kad bih čuvala ovce, kad bih tjerala zahumski ječam u mlin na Rami, kad bih pjevušila s prijateljicama na bunaru. To nešto, dublje od osjećaja, čarobnije od glasa, ljepše od glazbe govorilo mi je:
Diva, ti si voljena!
Diva, ti si slobodna!
Bilo je ugodno živjeti s tim glasom u sebi. Ponekad bih mu prigovorila.
Rekla bih: Kako to da sam slobodna, a sve je moje poniženo.
Glas bi nadjačao.
(...)

## Životopis
Diva Grabovčeva bila je jedino dijete Luke i Luce Grabovac iz Varvare u Rami. Premda su joj roditelji bili stari kada se rodila, Diva je još od rođenja bila jako lijepa i nježna. Kad je prešla petnaestu godinu ramski su momci govorili kako nema ljepše djevojke od nje, pa su joj i pjesme pjevali: "Suncem glavu prevezala, / Misecom se opasala, / A zvizdama okitila". 

### Susret Dive i Mande
Jednoga kasnog jesenskog dana Diva je susrela promrzlu ženu s malim djetetom u naručju i povela ju je kući. Bila je to Manda koju je na prijevaru obljubio Tahir-beg na Kupresu. Kada je rodila dijete Manda je od velike sramote morala pobjeći od svojih roditelja, nastanivši se tako kod Grabovčevih, a potom trajno u njihovoj blizini u Varvari.

### Susret Dive i Tahir-bega
Kada je jednom Tahir-beg krenuo s Kupresa obići rodbinu u Kopčićima susreo je Divu u Varvari, silno se zaljubivši u nju. Od tada je često dolazio u Varvaru, vrebajući priliku za susret s njome. Prigodom jednoga susreta zaklinjao ju je Bogom da ga sasluša: "Čuj me, Divo! Otkada sam te onomadne prvi put očima ugledao, ne može mi se srce smiriti. Ni po danu ni po noći ne nalazim pokoja, nego uvijek snijem o tvojoj ljepoti. Ti si mome srcu najljepša na svijetu, pokraj tebe i samo sunce tamni a moje te se oči nagledati ne mogu, niti mogu usta iskazati, kako mi srce žudi i gine, kako te, Divo, ljubim. Vjeruj, sunce, što govorim, dok mi ljubav ne vratiš, neće mi duša naći mira ni pokoja. Pokušavši joj ruku uhvatiti nastavio je sjećam da mi riječima ne vjeruješ, a nisam drugo ni zavrijedio.":str. 38. Tahir-beg je dalje govorio kako ne mari ni za vjeru ni za stalež, ni za što drugo na ovome svijetu osim za ljubav prema njoj. Na Tahir-begove riječi Diva je odgovorila: "Ti ne mariš za vjeru, to vjerujem, jer da mariš ne bi toliko djevojaka ucvilio kako svijet govori; ali marim ja za vjeru. Otkako sam prohodala, ona mi je sve, u njoj živim, nju ću u grob ponijeti; ona mi je svetinja i ne dam ništa primaknuti joj, što bi je moglo zasjeniti." No, Tahir-beg, iako ga je Diva zamolila da se zakune svojim starenikom begom Kopčićem, na njegovu grobu (turbetu) u Varvari, i on se zakleo, da je neće smetati, ali je nastavio dolaziti u Varvaru kako bi se susretao s njome. Čim je pogazio zakletvu, našao je Divu pred Mandinom kolibom kako se igra s djetetom. Čuvši bega Manda je izišla pred kolibu. "Natrag rđo!", povikne Manda. "Ne diraj tu djevojku, ako ti je draga na ramenu glava, jer nek znadeš to je svet, nevin anđeo, a ti nisi dostojan da svoje oči dižeš k njojzi! Natrag ti velim!", vikala je Manda izvan sebe. "Kud tvoje oko, sve će usahnuti, kud tvoj jezik, sve će otrovati, kud tvoja ruka, sve će obamrijeti. Natrag, rđo, i nek znadeš: nisam bila kadra obraniti sebe od tvojih griješnih šaka, ali ovu ću djevu obraniti, pa makar me stalo i zadnje kapi krvi, tako mi Bog pomogao i sveta Gospa na oba svijeta!” Vidjevši Mandu, Tahir-beg se skamenio, zanijemio i nije znao progovoriti nego je mucao: "Mando, Mando, zar ti ovdje?" "Da, Mando, Mando, ja ovdje!", udarila je ona u podrugljivi smijeh. "Da, tvoja nekoć Manda sad sluša; kako njen Tahir kuša omamiti i prevariti drugu djevojku, ne bi li i nju zavio u crno, a sve to pred ovim jadnim u grijehu rođenim djetešcem! Pogledaj ga, bar babo", dometne podrugljivo, "Jel’ ti ikako nalik?! Dive nećeš, dok je meni života!":str. 42. Tahir-beg je otišao na Kupres izjavivši svojim roditeljima kako se odlučio oženiti Divom Grabovčevom, te se nakon nekoliko dana njegov otac Džaferbeg uputio zaprositi Divu. Kako Džaferbeg nije dobio potvrdan odgovor, zaprijetio je Grabovčevima i vratio se na Kupres.

### Diva, pastirica
Došlo je vrijeme da se ovce šalju na ljetnu ispašu u planinu. Svake su godine susjedi naizmjenično slali ovce na Radušu i Vran. Te su godine Grabovčevi bili na redu otjerati ovce na Radušu, a budući je ta planina blizu Kupresa, bojali su se Tahir-begovih te su odlučili ovce s pastiricama Divom i Mandom poslati u Vran. Sumnja Luke Grabovca bila je opravdana.
Ne mogavši podnijeti sramotu što ih je Diva odbila, Džaferbeg i sin mu Tahir-beg odlučili su oteti Divu te su poslali svoje kmetove Ristu i Manu, pravoslavce s Vukovskog, da saznaju gdje se Diva nalazi. Kada su to saznali, skovali su plan i krenuli put Vrana. 

### Mučenička Divina smrt
Susreli su Divu na Kedžari u Vranu te joj pristupili. Divin pas Rundov vidjevši Tahir-bega kako se primiče njoj skoči prema krvniku, ali ga je njegov suzločinac Risto dočekao i ubio. Uhvativši Divu za ruke, Mane joj je pokušao rastvoriti usta i saliti rakiju u grlo. "Sveta Gospe, pomozi mi!", jecala je Diva, pa se svom silom trgnula. U tom hrvanju izmaknula se Mani boca iz ruke i razbila. Diva se uspjela otrgnuti iz zločinačkih ruku i počela bježati, ali su je krvnici stigli i uhvatili. Risto joj je provukao kolac kroz rukave i da bude tvrđe, svezao obje ruke uz njezine krajeve. Kao starokršćanska mučenica koju na križ razapinju, stajala je Diva raskriljenih ruku nepomična, nijema, kao da je od užasa obamrla, a samo nevine joj modre oči živim se sjajem upiljile u ono plavo nebo, kao da tamo traži spas i pomoć. Uzalud je Tahir-beg pokušavao nagovoriti i moliti Divu da pođe za njega.
Zavapivši: "Sveta Gospe, pomozi mi jadnici očuvati obraz!", Diva dobi neku čudnu snagu, trznu se, prelomi onaj kolac što joj ga zulumćari provukoše kroz rukave. Jedna joj polovica kolca ostade u jednoj ruci, te zamahnuv njome zavika: "Natrag, nekrste, ne diraj u kršteno čeljade!" Osjetivši Tahir-beg kako ga je po licu ošinula, to ga još više raspali te svom snagom nasrne na Divu. Izdaleka je začuo glas: "Drž’ se, Divo, eto me u pomoć!" Vidjevši Tahir-beg kako neće uspjeti Divu odvesti sa sobom, uzeo je nož iza pasa te ga zarinuo u Divina prsa. Teško ranjena Diva pala je na tlo, rumena joj krv oblila je prsa, a ubojica i njegovi pomagači udarili su u bijeg.

### Arslan-aga osvetio Divu
Divi je kasno stigla pomoć Arslan-age Zukića iz Varvare, prijatelja i kuma njezine kuće. Položivši Divu na mirisnu travu, Arslan-aga je duboko ganut iz svega glasa pozvao sve pastire te su okupivši se oko Divina tijela, Bogu se moleći, tu u Kedžari Divu pokopali. Otada se taj grob zove Divin grob.
Saznavši za kćerinu tragediju, majka Luca se onesvijestila, oboljela i ne dignuvši se s bolesničke postelje ubrzo umrla. Otac Luka je odonda životario tek nekoliko godina.
Kada su pokopali Divu, Arslan-aga je na konju jurio za Tahir-begom, sustigao ga i ubio. 

### Hodačašća na Divin grob
Već sljedećega ljeta (prve nedjelje poslije Petrovdana), na obljetnicu njezine mučeničke smrti, pošla je iz Brajina Dola i okolnih sela velika povorka djevojaka, Divinih prijateljica, na njezin grob. I tako, već više od tri stoljeća tisuće Hrvata hodočaste Divinome grobu. Od devedesetih godina 20. stoljeća svake prve nedjelje u srpnju više tisuća vjernika hodočasti Divinom grobu. Dvadestih godina 20. stoljeća Ćiro Truhelka istražio je Divin grob i ustvrdio da u njemu počiva iznimna ljepotica. Pokraj Divina groba od 1998. godine stoji Divin kip u bronci, rad kipara Kuzme Kovačića.

## Spomen

### Ulice
- U Prozor-Rami i Posušju imenovane su ulice po Divi Grabovčevoj.

### Ustanove
- Studentski dom Diva Grabovčeva u Zagrebu[10]

### U umjetničkim djelima
- Marko Perković Thompson na albumu Bilo jednom u Hrvatskoj iz 2006. godine snimio je pjesmu Diva Grabovčeva.[11] Pjesma je poznata i po klapskoj obradi.
- Prva bosanskohercegovačka opera na hrvatskom jeziku zove se Diva Grabovčeva, u čijoj je premijernoj izvedbi sudjelovalo oko 155 osoba, od čega 115 pjevača, a po prvi puta upriličena je 2016. godine u prepunoj dvorani Hrvatskog doma hercega Stjepana Kosače u Mostaru.[12] Opera koja je nastala po legendi o Divi Grabovčevoj, glazbeno-scensko je djelo u četrnaest slika i četiri čina. Autor glazbe je don Dragan Filipović, stihove (libreto) je napisao fra Ante Marić, dok aranžmane potpisuje Fedor Vrtačnik.
- Film Divin krik s Vrana autora Miljenka Karačića dobio je na 15. ITF’CRO 2012. – Međunarodnom festivalu turističkog filma posebno priznanje za »iznimno kvalitetnu te dojmljivu redateljsku i scenarističku priču o davnim zbivanjima na ovom lokalitetu, u funkciji očuvanja baštine i daljnjeg razvoja hodočasničkog turizma«.[13][14]
- Diva, film Branka i Mare Perić iz 2024. godine

### U književnosti
- Ćiro Truhelka autor je knjige Djevojački grob: legenda iz bosanske prošlosti iz 1923. godine[15]
- Fra Blago Karačić, Diva Grabovčeva (pučka tragedija), Duvno, 1978.
- Dubravko Horvatić, Diva Grabovica (pripovijest za djecu), Zagreb, 1987.